# Cancellopollia
Cancellopollia is een geslacht van weekdieren uit de klasse van de Gastropoda (slakken).

## Soorten
- Cancellopollia gracilis Vermeij & Bouchet, 1998
- Cancellopollia insculpta (Sowerby III, 1900)
- Cancellopollia ustulata Vermeij & Bouchet, 1998